# Indosylvirana caesari
Indosylvirana caesari é uma espécie de anfíbio anuro da família Ranidae. Está presente na Índia. A UICN classificou-a como vulnerável.